# Durmitor
Le Durmitor est un massif karstique du Monténégro se situant dans les Alpes dinariques. Son sommet principal, le Bobotov Kuk, culmine à 2 528 mètres d'altitude.

## Toponymie
L'appellation Durmitor (« le dormeur », en roman oriental) vient des Morlaques (bergers valaques), qui considéraient ce mont où ils estivaient comme « paisible ».

## Faune et flore
Le parc comporte une faune exceptionnelle, relief de l'époque glaciaire. Ainsi, le Grand Tétras (Urogalus), l'ours brun (Ursus Arctos), le loup (Lupus vulgaris) et le chamois (Rupicapra rupicapra Balkanika) en sont les dignes représentants. Les oiseaux de proie ne sont pas en reste avec la présence de l'aigle royal (Achila Chrysaetos), ou l'aigle de Bonelli, l'aigle botté, le vautour fauve, le percnoptère d'Égypte, les faucon pèlerin et hobereau, la chouette de Tengmalm, le hibou grand-duc, etc.

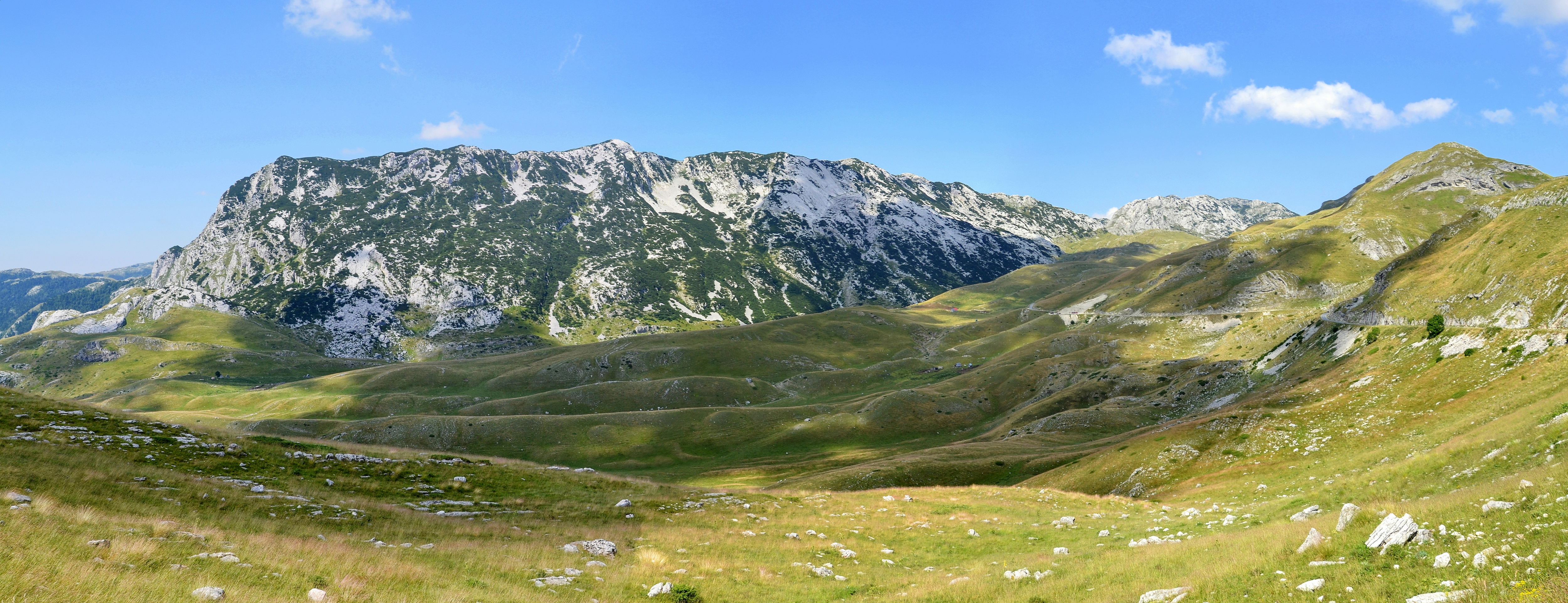
Vue panoramique du Durmitor depuis Sedlo.

## Protection environnementale

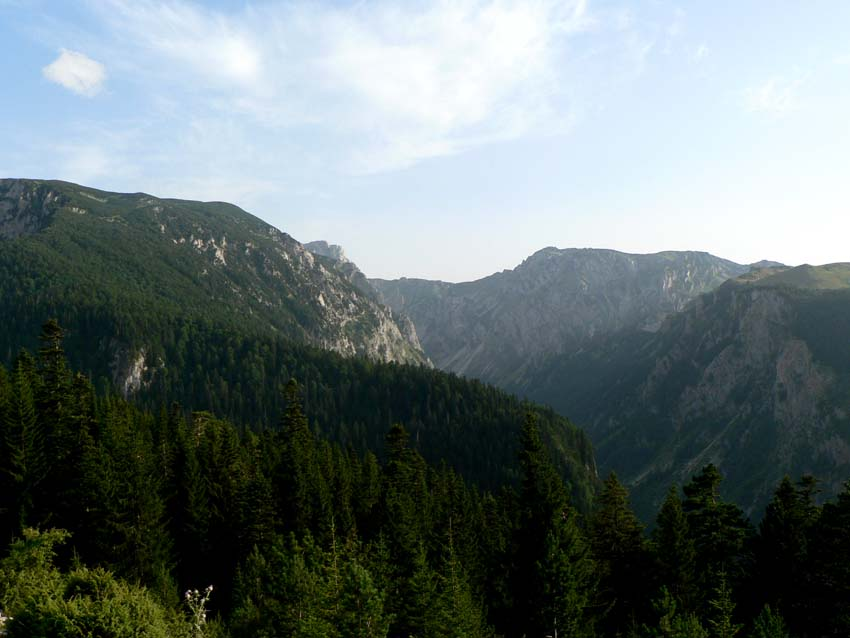
Vue sur le canyon de la Susica

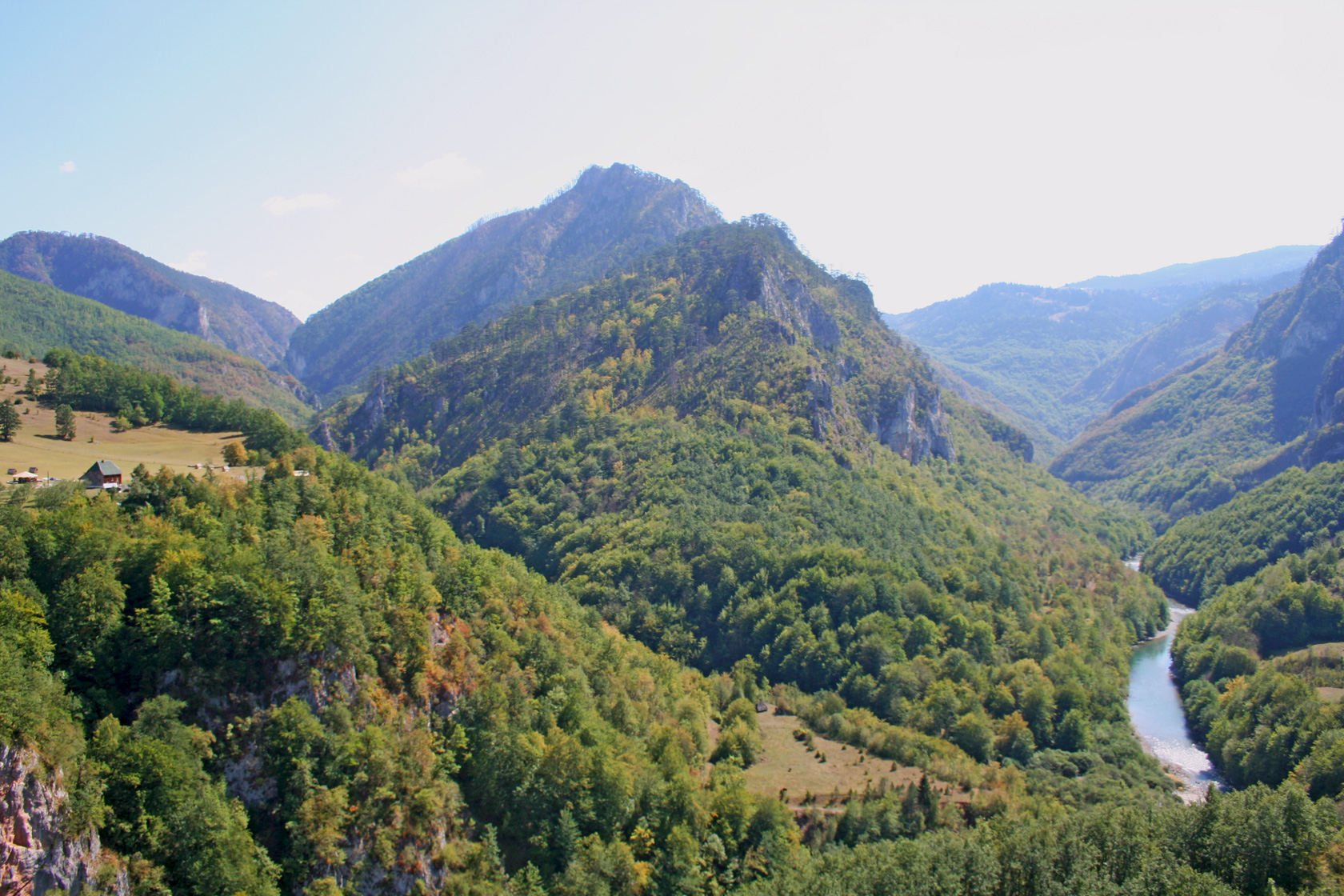
Vue du parc national du Durmitor

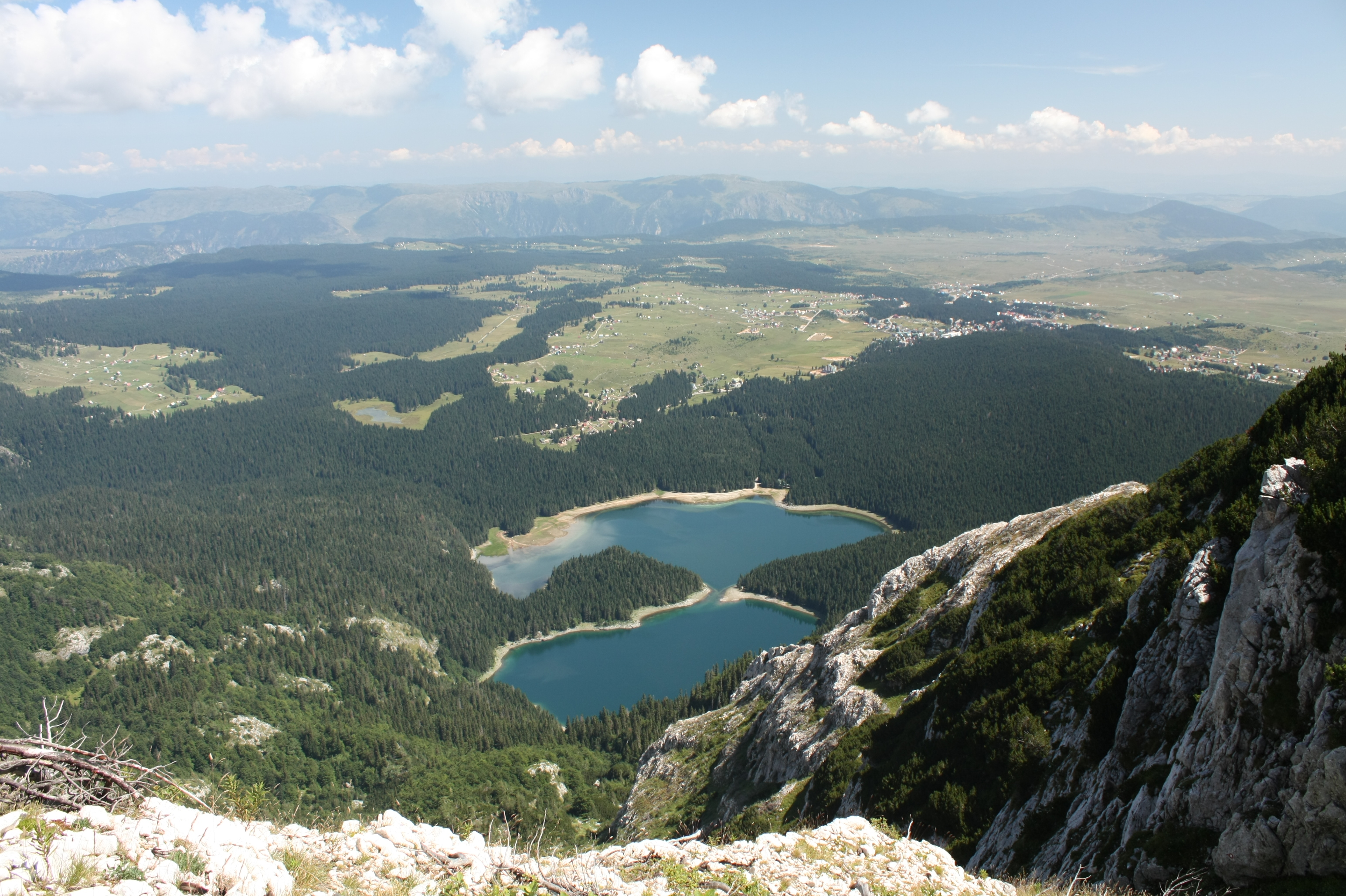
Le Črno jezero (lac Noir)

Le Durmitor se trouve au sein du parc national du Durmitor créé en 1982 et classé au Patrimoine mondial de l'UNESCO pour sa flore endémique ainsi que ses espèces d'insectes également endémiques.
Le parc s'étend sur environ 30 000 hectares, il comprend plusieurs chaînes de sommets alpins et le canyon de la Tara, du nom de la rivière protégée qui coule dans ces gorges. Ce canyon profond de 1 900 mètres, est le plus profond d'Europe. 
Le parc comprend également des lacs de montagnes réputés comme le Črno jezero (lac Noir) et le Zminje jezero (lac Zminje). 
La ville de Zabljak jouxte le parc et les activités humaines ont un impact sur l'environnement. En outre, depuis l'indépendance du Monténégro, le développement du tourisme, risque de menacer la faune et de la flore du parc.
Quelques villages sont disséminés dans le parc, dont le plus haut des balkans, le village de Mala Crna Gora (« la petite montagne Noire »). Ce village est typique des villages de montagnes des Balkans, tenu par des montagnards dont l'activité principale est l'élevage (moutons, vaches). 
Le parc national du Durmitor souffre par ailleurs du braconnage. En 1994, la population de chamois était de l'ordre de 4 000 bêtes, un recensement en 2005 établirait un nombre de 600 individus.
Des braconniers munis d'armes automatiques auraient massacré des troupeaux entiers dans le seul but récupérer des trophées. Le directeur actuel du Parc se nomme Tomo Pajović.